# أيراسبورغ (فيرمونت)
أيراسبورغ (بالإنجليزية: Irasburg, Vermont)‏ هي بلدة تقع في مقاطعة أورليانز (فيرمونت) بولاية فيرمونت في الولايات المتحدة. تأسست عام February 23, 1781، تبلغ مساحتها 105.1 (كم²)، وترتفع عن سطح البحر 313 م، بلغ عدد سكانها 1077 نسمة في عام 2000 حسب إحصاء مكتب تعداد الولايات المتحدة وتصل الكثافة السكانية فيها 10.3 نسمة/كم2.

## المناخ
يظهر الجدول التالي التغييرات المناخية على مدار السنة لأيراسبورغ:
| البيانات المناخية لـأيراسبورغ                  | البيانات المناخية لـأيراسبورغ | البيانات المناخية لـأيراسبورغ | البيانات المناخية لـأيراسبورغ | البيانات المناخية لـأيراسبورغ | البيانات المناخية لـأيراسبورغ | البيانات المناخية لـأيراسبورغ | البيانات المناخية لـأيراسبورغ | البيانات المناخية لـأيراسبورغ | البيانات المناخية لـأيراسبورغ | البيانات المناخية لـأيراسبورغ | البيانات المناخية لـأيراسبورغ | البيانات المناخية لـأيراسبورغ | البيانات المناخية لـأيراسبورغ |
| الشهر                                          | يناير                         | فبراير                        | مارس                          | أبريل                         | مايو                          | يونيو                         | يوليو                         | أغسطس                         | سبتمبر                        | أكتوبر                        | نوفمبر                        | ديسمبر                        | المعدل السنوي                 |
| ---------------------------------------------- | ----------------------------- | ----------------------------- | ----------------------------- | ----------------------------- | ----------------------------- | ----------------------------- | ----------------------------- | ----------------------------- | ----------------------------- | ----------------------------- | ----------------------------- | ----------------------------- | ----------------------------- |
| الدرجة القصوى °ف (°م)                          | 64 (18)                       | 62 (17)                       | 83 (28)                       | 87 (31)                       | 92 (33)                       | 95 (35)                       | 98 (37)                       | 95 (35)                       | 96 (36)                       | 84 (29)                       | 74 (23)                       | 66 (19)                       | 98 (37)                       |
| متوسط درجة الحرارة الكبرى °ف (°م)              | 26.3 (−3.2)                   | 31.0 (−0.6)                   | 41.0 (5.0)                    | 54.2 (12.3)                   | 69.0 (20.6)                   | 76.8 (24.9)                   | 80.9 (27.2)                   | 78.8 (26.0)                   | 69.5 (20.8)                   | 57.0 (13.9)                   | 43.1 (6.2)                    | 31.0 (−0.6)                   | 54.9 (12.7)                   |
| متوسط درجة الحرارة الصغرى °ف (°م)              | 5.5 (−14.7)                   | 7.8 (−13.4)                   | 18.7 (−7.4)                   | 31.3 (−0.4)                   | 43.2 (6.2)                    | 52.4 (11.3)                   | 56.8 (13.8)                   | 54.8 (12.7)                   | 46.8 (8.2)                    | 37.0 (2.8)                    | 27.3 (−2.6)                   | 13.0 (−10.6)                  | 32.9 (0.5)                    |
| أدنى درجة حرارة °ف (°م)                        | −38 (−39)                     | −38 (−39)                     | −32 (−36)                     | −2 (−19)                      | 20 (−7)                       | 28 (−2)                       | 36 (2)                        | 32 (0)                        | 20 (−7)                       | 0 (−18)                       | −7 (−22)                      | −40 (−40)                     | −40 (−40)                     |
| الهطول إنش (مم)                                | 2.96 (75)                     | 2.16 (55)                     | 2.96 (75)                     | 2.93 (74)                     | 3.67 (93)                     | 3.93 (100)                    | 4.19 (106)                    | 4.18 (106)                    | 3.76 (96)                     | 3.45 (88)                     | 3.47 (88)                     | 3.12 (79)                     | 40.78 (1٬035)                 |
| متوسط تساقط الثلوج إنش (سم)                    | 24.7 (63)                     | 17.2 (44)                     | 18.8 (48)                     | 6.9 (18)                      | 0.1 (0.25)                    | 0 (0)                         | 0 (0)                         | 0 (0)                         | 01 (2.5)                      | 1.1 (2.8)                     | 11.0 (28)                     | 23.1 (59)                     | 102.9 (261)                   |
| المصدر: الإدارة الوطنية للمحيطات والغلاف الجوي |                               |                               |                               |                               |                               |                               |                               |                               |                               |                               |                               |                               |                               |

## أعلام
- ثيودور روبنسون
- إيزابيل باروز

## وصلات خارجية
- The US50 - Cities and Towns in Vermont State
- Vermont Cities and Towns, Facts, Map, Flag, Colleges, Government, and More